# Dexter and Newport Railroad
Die Dexter and Newport Railroad ist eine ehemalige Eisenbahngesellschaft in Maine (Vereinigte Staaten). Sie wurde am 30. März 1853 gegründet und errichtete eine 24,8 Kilometer lange Strecke, die in Newport Junction von der Hauptstrecke der Maine Central Railroad (MEC) abzweigte und nach Dexter führte. Wie die anschließende Hauptstrecke war auch die Bahn nach Dexter in der Spurweite von 1676 mm gebaut worden und wurde 1871 zusammen mit der Hauptstrecke auf Normalspur umgespurt.
Mit Betriebseröffnung am 1. Dezember 1868 pachtete die MEC die Gesellschaft zunächst für 30 Jahre. Der Vertrag wurde am 25. November 1888 auf 999 Jahre verlängert. Erst am 27. Dezember 1939 erwarb die MEC die kleine Bahngesellschaft endgültig. Seit 1889 besteht in Dexter eine Verbindung nach Dover-Foxcroft, die durch die Dexter and Piscataquis Railroad gebaut wurde. Die Strecke ist heute stillgelegt und wurde zuletzt von der Guilford Transportation genutzt.